# Musikåret 1947

## Händelser
- Juni  – Cupol börjar sälja skivor.[1]
- okänt datum – Al McKibbon ersätter Ray Brown som basist i Dizzy Gillespies band.

## Priser och utmärkelser
- Medaljen för tonkonstens främjande – Patrik Vretblad, Viktor E. Lundquist, C.G. Wiktorin och Nils Henrikson

## Årets singlar & hitlåtar
Vänligen sortera soloartister på efternamn, musikgrupper på förstabokstaven (utan engelskans "The" och "A")
- Aaron Thibeaux "T-Bone" Walker - (They Call It) Stormy Monday [2]

## Födda
- 8 januari – David Bowie, brittisk rockmusiker.
- 10 januari – James Morris, amerikansk operasångare (basbaryton).
- 18 januari – Olle Simonsson, svensk keramiker och folkmusiker.
- 19 januari – Stefan Borsch, svensk dansbandssångare.
- 24 januari – Paul Schoenfield, amerikansk tonsättare.
- 28 januari – Björn Afzelius, svensk musiker.
- 29 januari – David Byron, brittisk rocksångare, medlem i Uriah Heep.
- 3 februari – Melanie Safka, amerikansk sångare och låtskrivare.
- 24 februari – Kalle Almlöf, svensk spelman.
- 2 mars – Pugh Rogefeldt, svensk sångare, gitarrist och låtskrivare.
- 5 mars – Elisabeth Erikson, svensk operasångare (sopran).
- 15 mars – Ry Cooder, amerikansk sångare, gitarrist och låtskrivare.
- 24 mars – Meiko Kaji, japansk skådespelare och sångare.
- 25 mars – Elton John, brittisk musiker.
- 3 april – Anders Eliasson, svensk tonsättare.
- 10 april – Lena-Maria Gårdenäs-Lawton, svensk sångare.
- 10 april – Bunny Wailer, jamaicansk musiker, medlem i The Wailing Wailers.
- 16 april – Lee Kerslake, brittisk trummis.
- 16 april – Gerry Rafferty, skotsk popmusiker.
- 19 april – Murray Perahia, amerikansk pianist och dirigent.
- 20 april – Björn Skifs, svensk sångare och skådespelare.
- 28 maj – Per Carleson, svensk ljudtekniker, mixare, regissör, manusförfattare, producent, kompositör och filmklippare.
- 1 juni – Ronnie Wood, brittisk gitarrist, medlem i The Rolling Stones.
- 8 juni – Mick Box, brittisk gitarrist. Han var med om att bilda rockgruppen Uriah Heep 1969 och är den enda av de ursprungliga medlemmarna som är kvar än idag.
- 5 juni - Laurie Anderson, amerikansk musiker.
- 10 juni – Randy Edelman, amerikansk kompositör för TV-serier och film.
- 15 juni – Paul Patterson, brittisk tonsättare.
- 19 juni – Paula Koivuniemi, finländsk sångare.
- 24 juni – Mick Fleetwood, brittisk trummis och frontfigur i Fleetwood Mac.
- 11 juli – John Holt, jamaicansk sångare, kompositör och sångtextförfattare.
- 17 juli – Wolfgang Flür, tysk musiker, medlem i Kraftwerk 1973–1987.
- 19 juli – Brian May, brittisk musiker, gitarrist i Queen.
- 20 juli – Carlos Santana, mexikansk rockmusiker.
- 24 juli – Loa Falkman, svensk skådespelare och operasångare.
- 3 augusti – Göran Järvefelt, svensk operaregissör.
- 10 augusti – Ian Anderson, brittisk sångare, gitarrist, flöjtist.
- 23 augusti – Keith Moon, brittisk musiker, trummis i The Who.
- 20 september – Göran Lagerberg, svensk sångare, musiker och kompositör, medlem i Tages.
- 26 september – Lynn Anderson, amerikansk countrysångare.
- 30 september – Marc Bolan, brittisk musiker.
- 5 oktober – Brian Johnson, brittisk musiker, sångare i AC/DC.
- 13 oktober – Sammy Hagar, amerikansk musiker, sångare i Van Halen.
- 9 november – Camilla Stærn, svensk operasångare och skådespelare.
- 1 december – Pierre Isacsson, svensk sångare.
- 1 december – Marie Selander, svensk sångare och kompositör.
- 31 december – Burton Cummings, kanadensisk rocksångare.

## Avlidna
- 20 mars – Sigurd Wallén, 62, svensk skådespelare, sångare, manusförfattare och regissör.
- 11 maj – Ture Rangström, 62, svensk tonsättare.
- 3 juli – August Strömberg, 86, skomakare och spelman.

### Fotnoter
1. ↑  ”78:or & film”. Arkiverad från originalet den 31 mars 2019. https://web.archive.org/web/20190331103321/http://musiknostalgi.atspace.cc/cupol.htm. Läst 3 juni 2011.
2. ↑  ”Låtar du trodde var svenska”. Arkiverad från originalet den 26 oktober 2013. https://web.archive.org/web/20131026075436/http://gotiskaklubben.wordpress.com/2013/09/22/latar-du-trodde-var-svenska/. Läst 22 mars 2011.